# Akpınar, Yüreğir
Akpınar là một xã thuộc huyện Yüreğir, tỉnh Adana, Thổ Nhĩ Kỳ. Dân số thời điểm năm 2009 là 611 người.